# Gustaf Wennerberg
Gustaf Wennerberg född 19 januari 1856 i Välinge församling, Skåne, död där 2 augusti 1928, var en svensk kompositör och organist.
Wennerberg var kantor i Välinge församling i nordvästra Skåne. Han skrev flera sånger, bland annat En borde inte sova när natten faller på (text av Jeremias i Tröstlösa). Hans grav finns på Välinge kyrkogård.